# Strojni dio
Strojni dio je gotovi, ugradivi dio stroja za čiju ugradnju nisu potrebni naknadni radovi prilikom ugradnje, a u pravilu se sastoje od većeg broja dijelova (vijak, matica, zatik, klin). Strojni dio može biti i određeni sklop (ugradbena jedinica), koja stvara rastavljivu ili nerastavljivu cjelinu, nastalu spajanjem određenog broja strojnih dijelova (kuglični ležaj, spojka).
Strojni dijelovi ili elementi strojeva, u užem smislu, jesu gotovi, ugradivi dijelovi strojeva za čiju izradu nije potrebno montažno spajanje, što znači da se u pravilu ne sastoje od većeg broja dijelova (na primjer vijci, matice, zatici, klinovi i drugo). U širem smislu, strojne dijelove sačinjavaju određeni sklopovi (montažne jedinice) koji tvore rastavljivu ili nerastavljivu cjelinu nastalu spajanjem stanovitog broja strojnih dijelova (na primjer kuglični ležaji, spojke i drugo). Cjelina koja nastaje spajanjem stanovitog broja sklopova ili sklopova sa strojnim dijelovima naziva se grupa. 
Elementi strojeva (skraćeno umjesto znanost o elementima strojeva) naziva se i tehničko-znanstveno područje koje obrađuje i razvija metode proučavanja, te pravila i standarde konstruiranja strojnih dijelova. 
Zbog sve bržeg razvoja tehnike i sve većeg porasta industrijske proizvodnje, vrste se strojeva u suvremeno doba vrlo brzo mijenjaju. Osim toga, nova područja tehnologije zahtijevaju sve više novih, savršenijih strojeva. Pri tome se postavljaju sve veći zahtjevi: traži se da strojevi podnose veća opterećenja i veće brzine rada, da imaju veći stupanj sigurnosti u radu, veću isplativost (ekonomičnost), da su što lakši, da zauzimaju što manji prostor i da omogućavaju jeftiniju proizvodnju. 
Ti zahtjevi stavljaju projektante i konstruktore strojeva pred složene zadatke koje u znatnoj mjeri olakšava činjenica da se strojevi iste vrste sastoje od niza dijelova, koji su oblik i način rada (funkcija) za istu vrstu stroja vrlo često slični. To pruža mogućnost da se kombiniranom primjenom teorijskih znanja i praktičnih iskustava konstruktivni oblici tih dijelova ujednače i standardiziraju.

## Podjela
Strojni dijelovi obično se dijele na dijelove za spajanje, za kružno gibanje, za pretvaranje pravocrtnog i kružnog gibanja jednog u drugo, za prijenos fluida (tekućine i plinovi) i njegovo podešavanje te za brtvljenje. Osim takve uobičajene podjele strojnih dijelova postoje još i druge. Tako se strojni dijelovi ponekad dijele na opće, to jest one koji se mogu naći u svim strojevima (dijelovi za spajanje i dijelovi za kružno gibanje) i specijalne (svi ostali strojni dijelovi) koji se nalaze samo u određenim strojevima (na primjer dijelovi dizalica, prenosila ili transportera, parnih strojeva, različitih turbina, motora s unutrašnjim izgaranjem, mlaznih motora, hidrauličkih motora, alatnih strojeva i drugo).

### Dijelovi za spajanje
Pod dijelovima za spajanje obično se razumijevaju dijelovi za rastavljivo ili razrješivo spajanje, to jest takvo spajanje koje omogućava rastavljanje spoja bez razaranja ili oštećenja, kao i ponovno sastavljanje. 

#### Rastavljivi spojevi
U strojne dijelove za kruto rastavljivo spajanje ubrajaju se vijci, zatici, svornjaci i takozvani dijelovi za spojeve s glavinama (klinovi i drugi). Neki rastavljivi spojevi su:
- Vijčani spoj;
- Svornjak;
- Zatik;
- Uskočnik;
- Rascjepka;
- Klin;
- Pero;
- Žlijebljeni spoj;
- Zupčasti spoj;
- Rastavljivi stezni spoj;
- Stezni prstenovi.

#### Nerastavljivi spojevi
Nerastavljivo ili nerazrješivo spajanje, to jest ono pri kojem se sastavljeni dijelovi ne mogu rastaviti bez razaranja, odnosno oštećenja, kao što su porubljeni, zavareni, lemljeni i lijepljeni spojevi, obuhvaća postupke čija je tehnologija sasvim posebna i vrlo opsežna (zavarivanje, lemljenje, ljepila). U nerastavljive spojeve ubrajaju se i zakovični spojevi. Za njihovu izradu potrebne su zakovice koje se smatraju zasebnim strojnim dijelovima. Neki nerastavljivi spojevi su:
- Zavar ili zavareni spoj;
- Stezni spoj;
- Stezne trake;
- Zakovični spoj (zakovica);
- Lemljeni spoj (meko lemljenje, tvrdo lemljenje);
- Lijepljeni spoj (ljepilo);
- Spoj s plastičnom deformacijom;
- Čavao.

### Opruge
U strojne dijelove za elastično rastavljivo spajanje ubrajaju se opruge i gibnjevi. Opruge mogu biti:
- Zavojna opruga;
- Lisnata opruga;
- Ravna opruga;
- Tanjurasta opruga;
- Valjkasta tlačna opruga;
- Valjkasta vlačna opruga;
- Gumena opruga.

### Strojni dijelovi za prijenos kružnog gibanja
Strojni dijelovi za prijenos kružnog gibanja jesu oni dijelovi koji omogućavaju ili prenose kružno gibanje. To su osovine, vratila, osnaci, spojke, ležaji, remenice, užnice, tarenice, zupčanici, pužne jedinice, lančanici i reduktori.
- Osovina i vratilo;
- Spojevi glavčine i vratila;
- Ležaj (klizni ležaj, valjni ležaj, magnetni ležaj, kuglični ležaj);
- Remenski prijenos;
- Tarni prijenos;
- Lančani prijenos;
- Zupčasti prijenos (zupčanik, evolventno ozubljenje);
- Pužni prijenos;
- Planetarni prijenosnik;
- Spojka;
- Kočnice.

Strojni dijelovi za pretvaranje pravocrtnog i kružnog gibanja jednog u drugo jesu takozvani stapni mehanizmi, to jest dijelovi stapnih strojeva. Oni su manje ili više posebni za svaku pojedinu vrstu strojeva.

### Strojni dijelovi za podmazivanje i brtvljenje
- Maziva;
- Brtva ležaja i vratila;
- Uređaj za podmazivanje.

### Strojni dijelovi za protok i regulaciju
Strojni dijelovi za prijenos ili transport različitih medija (plinova, tekućina, usitnjenih krutih tvari) sačinjavaju cijevi, cijevni vodovi (cjevovodi) i cijevne veze. Tom grupom obuhvaćene su još i brtve i zaporni (protočni organi).
- Posude pod tlakom (bojler) ili tlačne posude;
- Cijevni vodovi ili cijevi (cjevovodi);
- Cijevni fazonski komadi (fiting);
- Dijelovi za izravnavanje deformacija zbog zagrijavanja (kompenzatori);
- Cijevne podupore ili nosači;
- Cijevna armatura.

### Finomehanički strojni dijelovi
Finomehanički strojni dijelovi su:
- Vijčani prigoni;
- Polužni prigon;
- Krivuljni prigon;
- Otpornik;
- Uklopnik;
- Regulator;
- Logički sklop.

### Mehanizmi
Mehanizam (engl. mechanism, prema grč. μηχανή: stroj) je mehanička naprava ili njezin dio koji se sastoji od pokretnih dijelova, međusobno tako povezanih da se pokretanjem jednoga uzrokuje gibanje ostalih; služi za prijenos i pretvorbu jedne vrste gibanja u drugu vrstu gibanja. U mehanici, mehanizmi se proučavaju kao sustavi međusobno povezanih pokretnih tijela – članova mehanizama, od kojih je jedan nepomičan, a prijenos gibanja, odnosno silâ ili momenata odvija se s pogonskoga člana na izvršni (radni) član. Članovi su međusobno povezani vezama kojima se ujedno omogućuje određeno relativno gibanje jednoga člana u odnosu na drugi; dva međusobno povezana člana nazivaju se kinematičkim parom. Kinematički parovi razlikuju se već prema vrsti veze, odnosno prema tomu koliko im ona dopušta stupnjeva slobode gibanja (nevezano, to jest slobodno tijelo u prostoru ima ukupno 6 stupnjeva slobode gibanja: tri komponente translacije i tri rotacije). Najmanji broj stupnjeva slobode imaju rotacijski, translacijski i vijčani kinematički parovi (jedan), a najveći ih broj (pet) ima kinematički par što ga čine dva člana u slobodnom dodiru u prostoru.

## Standardizacija strojnih dijelova
Standardizacija strojnih dijelova zasniva se na strogom pridržavanju redova standardnih brojeva i određenih tolerancija. Primjena standardnih brojeva obvezna je za gotovo sva svojstva strojnih dijelova i njihovih funkcija (duljinske mjere, površine, volumene, težine, sile, tlakove, brojeve okretaja, brzine, snage, prijenosne omjere i tako dalje). Izuzeci su dopušteni samo u opravdanim slučajevima. 
Nesavršenost čovjeka, strojeva, alata i materijala uzrokuju u proizvodnji strojnih dijelova veća ili manja odstupanja od osnovnih standardnih (nazivnih) mjera. Namjena strojnih dijelova često je takva da su kod njih odredbe o dozvoljenim odstupanjima (tolerancije) posebno važne i da su strože nego za većinu drugih proizvoda. Kod strojnih dijelova redovito se određuje tolerancija samo onih mjera kojih bi netočnosti mogle ometati ispravnost njihovog rada (funkcije) i mjera o čijoj točnosti ovisi izmjenjivost dijelova bez međusobnog prilagođavanja. 
ISO sustav tolerancija (eng. International Standardising Organisation) određuje načela za utvrđivanje dopuštenih odstupanja od nazivnih mjera za različite stupnjeve točnosti izrade strojnih dijelova i za različite načine njihovog međusobnog dosjedanja u sklopovima, smjernice za izbor tih odstupanja, smjernice za mjerenje dijelova izrađenih po tom sustavu tolerancija i za izradu za tu svrhu potrebnih mjerila, te brojčane vrijednosti dozvoljenih odstupanja za pojedine stupnjeve točnosti izrade i položaje njihovih područja (polja tolerancije). 
U standardima dosjeda strojnih dijelova posebno su izdvojeni preporučeni dosjedi. Gdje god je to moguće, treba upotrebljavati standarde dosjeda unutar tog užeg izbora. Ostali standardizirani dosjedi, koji se dobivaju kombinacijom dopuštenih odstupanja, smiju se upotrijebiti samo u posebnim slučajevima. Često se traži da se ne samo duljinske mjere i polja tolerancija izrađenih strojnih dijelova nalaze unutar propisanih granica već se takvi zahtjevi postavljaju i u pogledu oblika, kao što su na primjer ovalnost, koničnost ili cilindričnost provrta. Tolerancija se mora odrediti tako da se u slučaju njenog prekoračenja izradak zaista mora odbaciti.

## Opća načela proračunavanja strojnih dijelova
Konstruiranje nekog strojnog dijela sastoji se u pravilu od skiciranja i proračunavanja. Opterećenja kojima strojni dio treba da odolijeva mogu biti: statička ili dinamička, opterećenja na vlak, tlak, savijanje, izvijanje, smicanje, uvijanje (torziju) i udar. Ta opterećenja izazivaju u strojnom dijelu odgovarajuća naprezanja (vlačna, tlačna, udarna i tako dalje). Različiti materijali imaju u različitoj mjeri sposobnost da bez loma podnesu pojedina ili sva ta opterećenja; ta sposobnost obilježava se nekim graničnim naprezanjima koja se određuju na standardiziran način na pokusnim tijelima standardiziranog oblika i propisanih mjera. Na temelju tih svojstava, strojni dijelovi se proračunavaju, to jest određuju im se ili provjeravaju mjere (dimenzije). 

### Hookeov zakon
Među spomenutim graničnim naprezanjima najčešće se navode kao karakteristike za mehanička svojstva materijala naprezanja (uz druge podatke) koja se određuju podvrgavanjem standardiziranog pokusnog tijela sve većem statičkom vlačnom opterećenju do prekida u kidalicama. To su: prekidno naprezanje σL, granica proporcionalnosti σP, granica elastičnosti σE i granica razvlačenja σR. U odnosu prema tim svojstvenim vlačnim naprezanjima (napose prekidnom naprezanju i granici razvlačenja) daju se često i naprezanja druge vrste koja se u strojnim dijelovima mogu pojaviti. 
Rezultati pokusa kidanja pokusnog štapa (epruvete) skupljeni su u dijagramu koji prikazuje ovisnost deformacije (izduženja) o naprezanju (dijagram σ-δ). Do granice proporcionalnosti vrijedi Hookeov zakon, to jest izduženje je proporcionalno (sukladno) naprezanju; na granici razvlačenja materijal popušta naprezanju pa se izdužuje a da naprezanje ne raste (ili čak opada, pa postoji gornja i donja granica razvlačenja); pri daljem povećanju opterećenja materijal se plastično deformira uz stalno očvršćivanje (to jest zahtijeva za deformaciju sve veće naprezanje) do najvećeg (maksimalnog) naprezanja, koje se naziva (među ostalima) čvrstoćom materijala. Poslije toga naprezanje s istezanjem prividno opada jer mjereno naprezanje predstavlja količnik (kvocijent) sile i površine prvobitnog presjeka probnog štapa, a u stvari se žilavom materijalu presjek smanjuje zbog velikog istezanja pri opterećenju iznad granice čvrstoće. Smanjenje presjeka (odnosno promjera) probnog štapa pri prijelomu u odnosu prema prvobitnom presjeku, kao i produljenje štapa u odnosu prema prvobitnoj njegovoj duljini, predstavlja mjeru za žilavost materijala. 

### Tvrdoća
Umjesto čvrstoće često se za svojstvena mehanička svojstva materijala daje njegovu tvrdoća, to jest otpor što ga materijal pruža prodiranju tvrdog pokusnog tijela u njegovu površinu (određena prema Brinellu, Vickersu, Rockwellu ili Shoreu), jer se iz mjernih vrijednosti tvrdoće na temelju iskustvenih jednadžbi može izračunati čvrstoća. 
Pri opterećenju na tlak, savijanje ili uvijanje (torziju) mogu se odrediti naprezanja slična (analogna) granici razvlačenja: granica gnječenja, granica razvlačenja pri savijanju, odnosno uvijanju; za krte materijale određuje se također čvrstoća na tlak, savijanje i uvijanje. Čvrstoća na smicanje određuje se pokusom odrezivanja s dvije rezne plohe ili pokusom probijanja rupe. 

### Koeficijent sigurnost
Da bi neki strojni dio udovoljavao najmanjem zahtjevu sigurnosti od takozvanog nasilnog loma (loma materijala), on mora biti dimenzioniran (određen) tako da mu naprezanje pri radu stroja bude manje od prekidne čvrstoće (odnosno čvrstoće na tlak, savijanje ili uvijanje) materijala. Obično se i pri statičkom opterećenju traži veća sigurnost, to jest da naprezanje u strojnom dijelu ne prekorače granicu elastičnosti. Naprezanje materijala ispod te granice naziva se dopuštenim naprezanjem σdop. Kako je granicu elastičnosti materijala često teško izmjeriti, dopušteno se naprezanje obično izračunava iz čvrstoće ili, rjeđe, iz granice rastezanja množenjem prikladnim koeficijentom sigurnosti S (ili ν), kojemu su vrijednosti različite prema načinu opterećenja, materijalu, obliku u funkciji strojnog dijela. Obično se bira S = 2 - 10, ali ponekad i znatno veći. Dopušteno naprezanje je tada:
{\displaystyle \sigma _{dop}={\frac {\sigma _{L}}{S}}}
odnosno:
{\displaystyle \sigma _{dop}={\frac {\sigma _{R}}{S}}}
Dopuštene vrijednosti naprezanja na tlak, savijanje i uvijanje mogu se odrediti metodama sličnim metodama određivanja dopuštenih naprezanja pri vlačnim opterećenjima. 
Tako izračunate vrijednosti svih dopuštenih naprezanja potpuno su pouzdane samo kad se radi o statičkim (mirnim) opterećenjima, odnosno kad se opterećenja kolebaju samo unutar dovoljno uskih granica. Međutim, strojni dijelovi rijetko su izloženi samo mirnim opterećenjima. U uvjetima njihovog rada najčešće dolaze do izražaja još i dinamička opterećenja. Ona se mogu uzeti u obzir kad se raspolaže dovoljnim iskustvom. Namjesto navedenih koeficijenata sigurnosti primjenjuju se za 1,5, odnosno za 3 puta veći koeficijenti, već prema tome da li se radi o istosmjernim ili izmjenično promjenjivim opterećenjima. Za točan proračun strojnih dijelova jedino je pouzdano određivanje takozvane trajne dinamičke čvrstoće materijala od kojeg je strojni dio izrađen. Trajna dinamička čvrstoća zove se katkada izdržljivost materijala ili čvrstoća zamora. 

### Dinamička čvrstoća materijala
Za proračun strojnih dijelova najčešće je mjerodavna dinamička čvrstoća pri savijanju σSdin. Osim toga iz nje se često izračunavaju vrijednosti dinamičke čvrstoće materijala za druge vrste opterećenja na temelju odnosa između njihovih vrijednosti utvrđenih iskustvom. Ti podaci za mnoge materijale mogu se naći u tabelama priručnika.
Vremenski tok naprezanja materijala u općem slučaju i u graničnim slučajevima opterećenja prikazan je na slici. Pri tome je kao svojstveno određeno gornje i donje naprezanje σg i σd, dok je tok naprezanja između gornjeg i donjeg proizvoljno pretpostavljen. U dijagramu je označeno i takozvano srednje naprezanje:
{\displaystyle \sigma _{m}={\frac {\sigma _{g}+\sigma _{d}}{2}}}
Amplituda naprezanja određena je izrazom:
{\displaystyle \sigma _{a}={\frac {\sigma _{g}-\sigma _{d}}{2}}}
i to bez obzira na predznak. Gornje, odnosno donje naprezanje materijala, općenito za sve slučajeve opterećenja, određeno je prema tome izrazom:
{\displaystyle \sigma _{g}=\sigma _{m}+\sigma _{a}}
odnosno:
{\displaystyle \sigma _{d}=\sigma _{m}-\sigma _{a}}
Na slici prikazana su ujedno i 3 svojstvena slučaja opterećenja s kojima se radi kod proračuna strojnih dijelova:
mirno opterećenje:		σa = 0,	σm = σg = σd
pulzirajuće opterećenja:		σd = 0,	σa = σm = σg/2
izmjenično opterećenja:	σm = 0,	σa = σg
(općenito):				σg = σm ± σa
Pokusni štap (epruveta) podvrgava se periodično promjenjivom opterećenju σg = σm ± σa, te se utvrdi kod kojeg broja titraja N dolazi do loma. Pokus se ponavlja na drugim pokusnim štapovima (svi ti štapovi moraju biti potpuno jednaki u pogledu materijala, oblika i kakvoće obrade), svaki put s nešto manjim σa, sve dok do loma uopće ne dođe ma koliko povećavali broj titraja (N = ∞); to je trajna čvrstoća materijala. 
Kako je dinamička čvrstoća materijala najveće naprezanje koje materijal može podnijeti uz određeni broj promjena opterećenja, trajna je dinamička čvrstoća određena kao najveće naprezanje, pod kojim se materijal ne lomi ni uz bilo kakvo povećanje broja titraja opterećenja. Kod čeličnih materijala to se obično događa kod broja titraja opterećenja oko 107, a kod lakih i obojenih metala oko 108 pa i iznad toga. S podacima iz tih pokusa mogu se tada izraditi dijagrami u koordinatnom sustavu σS - N ili log σS - log N, koji zorno prikazuju odnose između statičke (mirne) čvrstoće materijala (na primjer pri opterećenju na savijanje σS), njegove trajne dinamičke čvrstoće σS din i broja N. To su takozvane krivulje izdržljivosti ili trajnosti (Wöhlerove krivulje). Pri tome se na opadajućem dijelu krivulje utvrđuju još i vrijednosti takozvane vremenske čvrstoće, to jest naprezanje koje materijal može podnijeti samo do određenog broja promjena opterećenja; te vrijednosti upotrebljavaju se umjesto trajne dinamičke čvrstoće materijala u svim računima povezanim s proračunavanjem strojnih dijelova koji su izloženi samo povremenim ili sporim promjenama opterećenja i koji bi, zbog toga, kad bi se proračunavali na temelju trajne dinamičke čvrstoće, bili nepotrebno predimenzionirani. 
U strojogradnji se podaci o trajnoj dinamičkoj čvrstoći materijala često nalaze u obliku takozvanih Smithovih dijagrama. Ti dijagrami konstruirani su za svaki materijal posebno. Dijagram trajne dinamičke čvrstoće prikazuje najveća naprezanja σmax i otklone naprezanja prema srednjem naprezanju σm. Na dijagramu se vidi trajna dinamička čvrstoća materijala različitih dinamičkih opterećenja: I - σmax' za mirno opterećenje, II - σmax" za pulzirajuće opterećenje, III - σmax"' za izmjenično opterećenje. Srednje opterećenje prikazuje u dijagramu crta iz ishodišta koordinatnog sustava, nagnuta pod kutom od 45°. Razmaci od nje prema gore i prema dolje do gornjeg, odnosno do donjeg naprezanja jesu otkloni naprezanja.
Budući da se materijal u konstrukcijama strojnih dijelova ne smije opterećivati preko granice razvlačenja σR, to je tom granicom u dijagramu trajne dinamičke čvrstoće ograničeno područje dopuštenog dinamičkog opterećenja. 

#### Korisna trajna čvrstoća
Dinamička čvrstoća gotovog strojnog dijela (korisna trajna čvrstoća σK) nije isto što i dinamička čvrstoća materijala; ona je obično manja, što je posljedica oblika, obrade površine, veličine, a ponekad i uvjeta rada (na primjer korozije, temperature) strojnog dijela. Slučajevi u kojima je korisna dinamička čvrstoća gotovog strojnog dijela manja od dinamičke čvrstoće njegovog materijala zbog oblika, najčešće se javljaju na onim mjestima gdje se mijenja presjek. Na tim mjestima nastupa povećanje koncentracije naprezanja, tako da mu je vršna vrijednost σmax stvarno veća od nazivne vrijednosti. Što je promjena presjeka naglija, to su veća i vršna naprezanja, a zbog toga i prekoračenja nazivnog naprezanja na tim mjestima. Koeficijent oblika ili koeficijent koncentracije naprezanja:
{\displaystyle \alpha _{K}={\frac {\sigma _{max}}{\sigma _{n}}}}
ovisan je praktički o načinu opterećenja i o vanjskom obliku predmeta, naročito o dubini ureza, te o njegovoj tjemenskoj zakrivljenosti, dakle, općenito - o oštrini ureza. U običnim slučajevima koeficijent koncentracije naprezanja dostiže vrijednost do 3, a u posebnim slučajevima i do 10. Podaci o ovisnosti trajne čvrstoće mnogih strojnih dijelova o promjeru i drugim mjerama mogu se naći u tablicama priručnika.
Na sličan način djeluje hrapavost površine, površinske pukotine, zarezi i ogrebotine. Korisna čvrstoća je manja od trajne dinamičke čvrstoće također i kod strojnih dijelova s grubo obrađenom (hrapavom) površinom (koja se zapravo sastoji od mnogo sitnih "zareza") nego kod onih s glatkom, odnosno poliranom površinom. Stoga na dinamički teško opterećenim strojnim dijelovima površine moraju biti što glađe obrađene.
Korisna trajna čvrstoća strojnih dijelova koji su izloženi koroziji vrlo je malena. U krajnjim slučajevima ona u stvari ne postoji, to jest tada se može računati samo s vremenskom čvrstoćom. 
Utjecaj je temperature na korisnu trajnu čvrstoću različit, već prema konstrukcijskom materijalu strojnih dijelova. Dok se dinamička čvrstoća strojnih dijelova od čelika gotovo ne mijenja do oko 350 °C, dotle ona stalno opada s porastom temperature kod drugih metalnih konstrukcijskih materijala. 
Korisna trajna čvrstoća strojnih dijelova može se odrediti iz trajne čvrstoće materijala korekcijskim faktorima koji izražavaju navedene utjecaje. Oni se najčešće određuju pokusima u labaratoriju. 
Nepovoljni utjecaj navedenih čimbenika na korisnu čvrstoću strojnih dijelova može se smanjiti prikladnim mjerama pri izradi. Tako se nepovoljni utjecaji oblika mogu ublažiti zaobljavanjem mjesta promjena presjeka, koje znatno smanjuje koncentracije naprezanja. Nepovoljni utjecaji hrapavosti i oštećenja površine na korisnu trajnu čvrstoću strojnih dijelova mogu se također ublažiti brušenjem, poliranjem, tlačnim glačanjem, kemijskom obradom i tako dalje. Time se korisna čvrstoća može u nekim slučajevima povećati i za 25%. 

### Dopušteno ili dozvoljeno naprezanje kod strojnih dijelova
Kao što je to slučaj i u proračunu strojnih dijelova izloženih statičkim naprezanjima, tako se i strojni dijelovi izloženi dinamičkim naprezanjima, zbog sigurnosti u radu, proračunavaju pri opterećenjima koji u njima smiju izazivati samo dopuštena naprezanja σdop. Ta dopuštena (ili dozvoljena) naprezanja znatno su manja od pokusima ili računski utvrđenih naprezanja, te se smiju nalaziti znatno ispod lomnih naprezanja σL, a svakako i znatno niže od naprezanja na granici elastičnosti, to jest σdop < σE. Dozvoljena naprezanja mogu se naći obično u tablicama strojarskih priručnika i knjiga za sve strojograđevne materijale, kao i podatci za σv, σp, σS, σS din, τS i τt podijeljena su u 3 grupe: za mirno, pulzirajuće i izmjenično opterećenje. Prema potrebi, kod dinamičkih opterećenja uvađaju se u te brojčane vrijednosti još i spomenuti korekcijski faktori, koji obuhvataju posebne prilike rada strojnih dijelova u sklopa stroja.

## Vanjske poveznice
- Elementi strojeva Hrvatska tehnička enciklopedija, portal hrvatske tehničke baštine. LZMK